# Tall Seyyed Fakhr Aḩmad
Tall Seyyed Fakhr Aḩmad (persiska: سِيِّد فَخر اَحمَد, تل سيّد فخر احمد, Seyyed Fakhr Aḩmad) är en ort i Iran.   Den ligger i provinsen Kohgiluyeh och Buyer Ahmad, i den centrala delen av landet, 600 km söder om huvudstaden Teheran. Tall Seyyed Fakhr Aḩmad ligger 2 078 meter över havet och antalet invånare är 169.
Terrängen runt Tall Seyyed Fakhr Aḩmad är huvudsakligen kuperad, men åt sydväst är den bergig. Runt Tall Seyyed Fakhr Aḩmad är det ganska glesbefolkat, med 25 invånare per kvadratkilometer. Närmaste större samhälle är Deh-e Bozorg-e Fīrūzābād, 16,8 km norr om Tall Seyyed Fakhr Aḩmad. Omgivningarna runt Tall Seyyed Fakhr Aḩmad är i huvudsak ett öppet busklandskap.